# Pepoli
I Pepoli sono una famiglia gentilizia bolognese ancora esistente, che governò la città nella prima metà del Trecento. I Pepoli furono sostenitori della causa guelfa nella città di Bologna, capeggiando la fazione degli "scacchesi".

Un ramo della famiglia, i Sigerio o Sieri, chiamati solo a partire dalla fine del XVI secolo Sieri Pepoli o Sieripepoli, si spostò in Sicilia e precisamente a Trapani, possedette numerosi feudi ed ebbe il titolo di baroni.

## Storia

### Le origini
La presenza della famiglia a Bologna pare essere documentata a partire dall'ultimo decennio dell'XI secolo, anche se attestazioni certe si hanno da atti notarili del XIII secolo. Tali documenti, quali il testamento di Zerra di Romeo Pepoli redatto da Rolandino de' Passaggeri l'8 ottobre 1251, dimostrano già in quell'epoca la presenza della famiglia nella zona di via Castiglione. Sin dalle origini i Pepoli avevano esercitato l'arte del cambio (ovvero cambiatori e prestatori di denaro), diventando fra i più ricchi banchieri del tempo. Per questo avevano assunto come stemma la scacchiera utilizzata allora per conteggiare il rapporto fra monete diverse. Dopo anni di attività finanziaria privata, la famiglia assunse un rilievo di primo piano nella scena politica cittadina per iniziativa di Romeo Pepoli.

### Romeo Pepoli
Romeo nacque intorno al 1250. Suo padre Zerra prestava denari agli studenti dello Studio (l'Università), il cui numero però diminuì progressivamente a partire dalla seconda metà del Duecento. L'interesse di Romeo si spostò pertanto ai prestiti al consumo, al finanziamento delle comunità del contado e agli investimenti immobiliari.
La famiglia acquisì terreni nelle zone di San Giovanni in Persiceto, Sant'Agata Bolognese e Castel San Pietro. Nel 1276 Romeo acquistò una casa in via Castiglione, che sarà il primo nucleo della residenza familiare, composta da un conglomerato residenziale che serviva come difesa, ma dava anche prestigio sociale. I prestiti concessi alle comunità del contado servivano agli abitanti per pagare le collette imposte dal Comune di Bologna, cifre che non venivano quasi mai restituite e che consentivano ai Pepoli di entrare in possesso di terre ed immobili a soluzione del debito. In quegli anni in particolare difficoltà erano le popolazioni del contado nelle zone nord, a causa della guerra contro Azzo VIII d'Este. A Bologna, invece, il vantaggio era di tipo politico: con i prestiti Romeo si creava alleanze. Fece prestiti ai Guastavillani ed agli Zovenzoni i quali, essendo cambiavalute, necessitavano di liquidità. Romeo era però un uomo estremamente spregiudicato: fu accusato di usura e truffò il Comune dichiarando un reddito molto inferiore al vero, guadagnandosi molti nemici.
Politicamente la sua azione fu graduale e molto circospetta. Non si mise mai in mostra e cercò piuttosto alleanze con matrimoni. Nel 1280 sposò Azzolina Tettalasini, di famiglia guelfa, ma la sorella Giovanna sposò Giacomo Caccianemici, di famiglia ghibellina, onde creare un equilibrio.
Nel periodo antecedente il 1296, anno di inizio della guerra tra gli Estensi e Bologna, il ruolo di Romeo fu defilato, concentrato a consolidare il patrimonio, piuttosto che il potere. In questa guerra Bologna si trovò a mal partito a causa della lentezza decisionale dei suoi organi di potere comunale, mentre Ferrara, avendo il potere accentrato in un'unica persona, era avvantaggiata. Bologna fu costretta allora a darsi organi di potere più agili, come le balìe, ma questo indebolì l'autorità degli anziani, dei consoli e dei difensori dell'avere, che erano preposti al controllo delle finanze comunali. La guerra finì senza vinti né vincitori, ma con grandi cambiamenti interni a Bologna. Il nuovo corso esprimeva l'aumentata potenza di alcune famiglie come i Guastavillani e anche la creazione di una nuova magistratura, il difensore delle venti società delle arti, espressione della componente guelfa della città. Romeo aderì inizialmente ai guelfi moderati, ma con un atteggiamento attendista.
Nel 1306, assieme a Bornio Samaritani, capeggiò una sollevazione di piazza contro il governo dei guelfi moderati; il tumulto fallì e lui venne imprigionato, ma fu liberato dopo tre giorni, poiché la città aveva troppo bisogno dei suoi finanziamenti. Il ritorno sulla scena di Romeo segnò la cacciata da Bologna dei Lambertazzi e venne reintrodotto il barisello al posto della nuova magistratura delle venti società. Il barisello era un magistrato che poteva provenire soltanto dalla società dei beccai, che era la roccaforte del guelfismo più radicale e che si era assunta il compito di perseguitare i Lambertazzi.
Romeo partecipò alle balìe degli anni 1310-12 ed arrivò ad influenzare anche la magistratura degli anziani e dei consoli, che vennero eletti in sua presenza con la concessione di un potere straordinario ad personam. Questa accresciuta potenza politica di Romeo era nata dalla necessità del Comune di chiedere il suo aiuto economico in vista di un possibile attacco di Enrico VII. Romeo in quegli anni creò una milizia di 400 fanti in funzione anti-ghibellina, legati alla famiglia Pepoli e, nel 1315, appoggiò la creazione di una nuova magistratura, il Consiglio della parte guelfa. Questo nuovo organismo accresceva l'influenza di Romeo nei processi decisionali della vita pubblica, mentre esautorava il consiglio del popolo.
Questo suo allontanamento progressivo dal ceto popolare gli procurò, già dal 1306, dei nemici. La cosa si enfatizzò nel 1316, quando Romeo, in occasione di un tumulto popolare contro la nobile famiglia dei Garisendi, prese le difese di questi contro il popolo che ne voleva distruggere le case. La difesa dei Garisendi gli costò un breve esilio, ma ritornò in trionfo proponendosi come signore di fatto.
In politica estera appoggiava gli Estensi, che nel 1308 avevano perso la signoria di Ferrara. Sovvenzionò gli esuli ed in cambio ottenne di far sposare la figlia Giacoma ad Obizzo III d'Este.
Il comune di Bologna continuava a chiedere il suo appoggio economico ed il prezzo fu il concedergli nel 1317 il privilegio di designare i candidati alla carica di anziani e consoli, ministrali delle arti e barisello. Nel 1319 anche l'elezione del podestà passò sotto il suo controllo.
Nonostante ogni potere sembrasse ormai nelle sue mani, già nel 1321 si cominciarono a vedere i segni della sua fine, quando alcune sentenze che lui voleva manovrare a favore di suoi protetti risultarono avverse. Nel 1321 fece eleggere podestà un suo seguace, il fiorentino Albicello Buondelmonti. L'eccessiva severità di costui suscitò una furiosa reazione e i Pepoli dovettero fuggire da Bologna il 17 luglio 1321. Molti dei loro beni vennero confiscati dal comune ed affittati a dei privati.

### Dalla famiglia al clan
Nel Medio Evo vivere isolati era inconcepibile. Ci si riuniva in corporazioni di mestiere o in confraternite religiose. Una famiglia importante come i Pepoli era al centro di un reticolo di parentele e di legami clientelari che servivano a consolidarne la potenza. Strumento principale dell'espansione familiare era il matrimonio. Tra le famiglie legate ai Pepoli per matrimonio vi erano i Samaritani, famiglia non altrettanto ricca, ma già addentro alla vita politica, infatti Bornio aveva una brillante carriera diplomatica al servizio del Comune. Un'altra famiglia alleata dei Pepoli era quella dei Conoscenti. Pure i Gozzadini furono inizialmente alleati dei Pepoli.
Dopo la cacciata i Pepoli si erano rifugiati a Ferrara, per poi spostarsi in Romagna alla ricerca di un contatto con i ghibellini esiliati. Nel 1322 i Pepoli tentarono di rientrare a Bologna, ma il tentativo fallì e il legato pontificio Bertrando del Poggetto inviò Romeo alla corte papale di Avignone. Nel 1325 fu fatto un altro tentativo da parte dei figli di Romeo, insieme a Testa Gozzadini, per rientrare in città. La battaglia si svolse intorno al castello di Monteveglio che i Galluzzi ed i Pepoli avevano fatto ribellare contro il comune di Bologna, passando dalla parte ghibellina. La lotta sfociò nella battaglia di Zappolino. Gli esuli furono aiutati nella lotta dal signore di Modena, Passerino Bonacolsi, avversario da sempre di Bologna. Comunque, anche questo tentativo fallì.
Il rientro dei Pepoli avvenne il 22 marzo del 1328: pochi giorni prima il legato pontificio aveva emanato un editto con cui si concedeva il rientro a coloro che erano stati esiliati nel 1321 e nel 1306. Fra gli altri, anche i Gozzadini godettero di questa opportunità. Bertrando, con questo gesto, intendeva pacificare la cittadinanza e guadagnare l'appoggio degli esuli, senza però inimicarsi la fazione maltraversa. Taddeo, figlio di Romeo, ebbe un rapporto ambivalente con il legato, col quale anche collaborò, infatti nel 1328 figura tra i maggiorenti bolognesi che accompagnano il legato in una missione in Romagna. Venne pure inviato ambasciatore a Firenze per scongiurare il pericolo della discesa del Bavaro.
Nonostante questi sforzi di Bertrando per ingraziarsi l'oligarchia cittadina, i rapporti erano destinati a sfociare nella ribellione. Ci fu una serie di congiure, tutte fallite, ma che misero in luce i personaggi avversi al legato. Nel 1329 ci fu una rivolta capeggiata dai Maltraversi: i congiurati erano capeggiati da Ettore da Panico, che aveva accanto il signore di Faenza, Alberghettino Manfredi, che viveva in esilio a Bologna, e Filippo Asinelli. I congiurati avrebbero cercato di consegnare la città a Ludovico il Bavaro ma la rivolta era troppo eterogenea nei partecipanti, grandi e popolari e fallì. Quando la rivolta venne scoperta, Bertrando, vedendo che le persone coinvolte erano tante e tanto potenti, ebbe paura di una sollevazione generale e chiese aiuto militare a Firenze. Fece giustiziare, fra gli altri, Manfredi: Ettore da Panico fuggì e l'Asinelli venne esiliato.
La fortuna del legato era che le due fazioni, scacchese e maltraversa, non riuscivano a superare i loro dissidi per unirsi contro di lui, ma intanto anche gli scacchesi avevano preparato un complotto per ridurre la potenza del legato al solo campo religioso. Lo stesso Taddeo era coinvolto. Alcuni dei congiurati furono condannati a morte, altri esiliati, ma non si osò procedere contro Taddeo per il timore che ispirava la potenza dei suoi alleati e dopo breve detenzione venne liberato. Il malcontento a Bologna era grande, soprattutto per l'asprezza fiscale. La città voleva tornare all'autogoverno. Alcuni mesi dopo l'ultima congiura, Bertrando fece arrestare Taddeo, Bornio Samaritani, Andalò dè Grifoni e Brandelisio Gozzadini e li fece rinchiudere nel castello di Galliera. Si illudeva di pacificare la città, invece provocò una rivolta e fu costretto a liberarli.
Nel 1333 Bertrando intraprese una campagna militare contro gli Este. L'8 marzo Argenta cadde nelle mani degli Este. La guerra era costata enormi risorse, la città era esausta e scoppiò la rivolta capeggiata da Brandelisio Gozzadini. Il legato fu costretto a rifugiarsi nel castello di Galliera. I Bolognesi non volevano uccidere Bertrando, ma solo costringerlo a lasciare la città. I fiorentini mandarono aiuti militari per scortare il legato sano e salvo fuori da Bologna. Questi, giunto a Firenze, proseguì per Avignone.
Taddeo aveva svolto un ruolo importante in questi frangenti come ambasciatore dei rivoltosi. La sua influenza non era più solo economica, ma anche politica. Il ruolo avuto a fianco del legato gli era servito come scuola.

### La fine del regime comunale
La caduta della signoria ecclesiastica ebbe come immediata conseguenza la restaurazione del regime comunale nelle forme istituzionali che aveva avuto prima dell'arrivo di Bertrando. Nella composizione del collegio degli anziani erano rappresentati, in ugual numero, sia rappresentanti degli scacchesi che dei maltraversi. Questo era stato fatto nell'intento di pacificare la città, ma ottenne l'effetto opposto. I contrasti tra le parti erano forti e il 2 giugno 1334 gli scacchesi, guidati dai Pepoli e dai Gozzadini, affrontarono gli avversari in violenti scontri di piazza. Li costrinsero a lasciare la città e ne bruciarono le case.
Nonostante dopo la dipartita di Bertrando fossero state restaurate le magistrature comunali, queste erano state svuotate di potere, in quanto servivano ormai solo a ratificare le decisioni dei potenti. Furono riformati gli statuti del comune e Taddeo Pepoli fu tra i doctores legum interpellati. La situazione del comune era confusa e caotica. C'era una enorme quantità di problemi in campo amministrativo. Inoltre, la parte scacchese si divise al proprio interno, dando inizio alla corsa alla Signoria. In questa situazione difficile, il comune finì per cadere, travolto da una incredibile frenesia legislativa, accompagnata da impotenza decisionale. Uno dei problemi maggiori per il comune era il pericolo dei fuoriusciti maltraversi, che organizzavano continue ribellioni nel contado. A San Giovanni ci fu uno scontro tra i Pepoli e i Maltraversi che vide i Pepoli vincenti: il comune ritenne necessario creare una balia per affrontare il pericolo. Quando il pericolo si fu allontanato, vennero concessi ampi poteri agli anziani. Fra questi figuravano Taddeo e Zerra Pepoli.
Nel settembre 1335 i fuoriusciti cercarono di conquistare Castelfranco ed il comune delegò la soluzione del problema ad una commissione di cui faceva parte Taddeo Pepoli, assieme a Brandelisio Gozzadini. Nel maggio del 1336 il consiglio del popolo elesse una balia straordinaria che doveva rimanere in carica fino ad agosto per difendere la città dai nemici esterni. Della commissione fecero parte Bornio Samaritani, Taddeo Pepoli e Brandelisio Gozzadini. I poteri di Taddeo aumentavano continuamente. Nel 1335 Taddeo partecipò alla nuova redazione degli estimi. Taddeo e Zerra, inoltre, utilizzavano le enormi sostanze accumulate dal padre per operazioni che avevano finalità politiche. Nel 1336 il Consiglio del popolo attribuì a Taddeo ed alla sua famiglia il potere di portare armi. A Taddeo ed a Zerra venne addirittura accordato il potere straordinario di entrare armati nel palazzo del comune. Questa concessione creò una frattura grave nei rapporti con i Gozzadini. D'altra parte, tutte queste concessioni mostravano in modo evidente come il potere stesse prendendo una svolta chiaramente oligarchica.
Mentre Zerra sovrintendeva alle questioni economiche della famiglia, Taddeo era ben attento ad approfittare in senso politico della situazione per avvicinarsi al potere. Intanto anche i figli Giacomo e Giovanni venivano inseriti nelle magistrature cittadine, fra gli anziani, contribuendo a piegare questa magistratura agli interessi della famiglia.
Anche nella politica estera i Pepoli avevano contribuito alla conquista di Modena. Manfredo Pio fu costretto a cedere Modena agli Este, dietro compenso di 28.000 fiorini. La parentela dei Pepoli con gli Este rassicurava il comune sulle possibili mire espansionistiche degli Este su Bologna. Inoltre, Brandelisio Gozzadini fu sospettato di essere pronto a cedere la città a Mastino II della Scala. All'epoca, infatti, Mastino mirava a creare uno stato territoriale ed aveva chiesto un aiuto militare ai fiorentini contro Bologna, in cambio di Lucca.
Già all'inizio del 1337 la rivalità di Brandelisio contro Taddeo divenne aperta e nel gennaio i due partiti ebbero uno scontro di piazza. Taddeo fece da paciere, convincendo Brandelisio ad interrompere le ostilità. Entrambe le fazioni possedevano una milizia privata ed il Gozzadini si sentiva più forte sul piano delle armi. Gli scontri continuarono per diversi mesi, finché Brandelisio fu colpito dal bando con l'obbligo di recarsi al confino a Castelfranco. Questo fatto sancì la vittoria di Taddeo. Taddeo fu cauto e lasciò per qualche tempo sopravvivere il regime comunale. Cercava intanto di accrescere il consenso popolare e di trovare una via giuridicamente valida per la proclamazione a signore. In quei mesi Taddeo iniziò a costruire Palazzo Pepoli.

### La signoria di Taddeo Pepoli
Il 28 agosto 1337 i mercenari del comune ed i sostenitori di Taddeo occuparono la piazza e vincendo le deboli resistenze di chi inneggiava al popolo, disarmarono le milizie degli anziani e il barisello. Taddeo entrò nel palazzo degli anziani, di fatto già signore per acclamazione. È probabile che nell'operazione gli scacchesi abbiano avuto l'aiuto degli Este.
La signoria ebbe il voto favorevole del consiglio del popolo. Taddeo volle presentarsi come legittimo continuatore del consiglio del popolo. Il suo era un potere “per comune Bononiae concessam”. Egli non riconosceva il potere della chiesa, cosa che creerà problemi col papato avignonese. Taddeo aveva voluto insediarsi nella legalità. L'attribuzione dell'autorità non era ereditaria, così che nel corso della signoria dovette compiere atti mirati a preparare la successione dei figli.
Il titolo che Taddeo scelse fu “conservator pacis et iustitie”.
La nuova signoria dovette affrontare quasi subito una congiura. I rapporti con la chiesa precipitarono: in settembre Taddeo inviò ambasciatori ad Avignone per ingraziarsi la curia, ma Benedetto XII fece pubblicare il processo apostolico contro i bolognesi, col quale si condannavano le violenze contro Bertrando del Poggetto e si fissava un termine di due mesi per restituire la città all'autorità diretta della chiesa. La minaccia di interdetto coinvolgeva anche lo Studio. Taddeo inviò subito un'ambasceria ad Avignone, che tentò di difendere lo studio sulla base della sua importanza scientifica. Il papa però pretendeva di imporre il pieno dominio e la iurisdictio della chiesa e chiedeva un giuramento di fedeltà a tutti i cittadini maggiori di 14 anni. Taddeo rifiutò e chiese condizioni meno dure. Il papa, visto che non poteva piegare la città con l'interdetto, mitigò le sue pretese, anche perché i bolognesi erano ben decisi a non cedere.
Nell'estate il papa inviò in città il vescovo di Como, Parravicini, al quale i cittadini giurarono fedeltà. Il nunzio papale consegnò, tramite un nunzio, le chiavi della città a Taddeo, nominandolo vicario papale per un triennio.
Con questo titolo Taddeo ottenne la legittimazione alla sua carica.
La maggiore preoccupazione di Taddeo fu quella di consolidare la signoria dall'interno con un governo equilibrato.
Si ebbe un decennio tranquillo. Nel 1339 venne iniziata la loza nova, cioè un loggiato posto di fronte al comune, destinato ad alloggiare le milizie mercenarie che vigilavano giorno e notte sulla tranquillità della piazza, giacché questo era il luogo da dove venivano i maggiori pericoli per l'ordine pubblico. Per costruirla furono abbattute le pescherie vecchie.
Le truppe mercenarie ricordavano agli avversari la forza del regime. A questo scopo furono fatte parate di mercenari e il figlio di Taddeo, Giovanni, sfilò con la bandiera dei Pepoli e quella del comune.
Taddeo cercò di portare pace all'interno della città favorendo la riconciliazione tra le parti. Molti bandi vennero cancellati. I banditi che vennero perdonati furono quelli condannati ai tempi di Bertrando, mentre la grazia non venne concessa ai partigiani dei Gozzadini, considerati pericolosi. Taddeo non promosse attivamente l'economia della città, che attraversava un momento di decadenza, forse anche per non rafforzare troppo le società delle arti.
Taddeo pare interessato a rafforzare l'esistente e non tende a sviluppare l'economia. Rare furono le richieste di creare nuove strutture manifatturiere, come i filatoi della seta. Erano più gli stranieri che lo chiedevano, come Bolognini Borghexani di 
Lucca, mercante di seta, che ottenne l'autorizzazione per costruire un filatoio sopra un corso d'acqua nella cappella di san Biagio. La lavorazione della seta era molto aumentata in quegli anni e assorbiva molta manodopera.
Al centro dell'attività artigianale e manifatturiera di Bologna vi erano le società delle arti, sulle quali si era fondata la prosperità economica di Bologna per tutto il Duecento e anche la struttura comunale, abbattuta dalla signoria.
Taddeo intendeva salvaguardare la struttura organizzativa di dette società, privandole però di ogni ruolo politico e decisionale. A tal fine, nel 1337 stabilì che i ministrali delle varie società non potessero esercitare la loro giurisdizione fuori delle rispettive società e dovessero ricorre in appello solo di fronte a lui.
Per quanto concerne la politica fiscale, questa si caratterizzò per non gravare troppo sui cittadini, pur salvaguardando le fonti delle entrate.

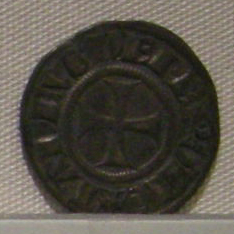
Doppio grosso o pepolese recante il nome di Taddeo Pepoli

Il monopolio del sale, per esempio, venne difeso con leggi severe. Le entrate delle tasse sul sale erano destinate alle spese militari ed alla difesa della città.
La politica di Taddeo nei confronti del contado, che andava spopolandosi, fu di trovare un punto di equilibrio fra la necessità del comune di incamerare tasse, e quella di non depauperare troppo le universitates del distretto, per non far fuggire gli abitanti, in zone dove ormai ben poche erano rimaste le attività artigianali e commerciali.
Inoltre, Taddeo curò l'aspetto idrografico del territorio del contado, per favorire le attività agricole.
Fece inoltre coniare una moneta portante la sua effigie e la sua arma, detta pepolesca, che era un multiplo dei bolognini grossi.
Per quanto riguarda lo Studio, già da tempo subiva forti ingerenze da parte del comune, che pretendeva di scegliere i professori e cercava di assicurarsi la giurisdizione degli studenti in campo penale. Taddeo proseguì su questa strada.
La grave minaccia alla vita dello studio causata dall'interdetto del pontefice, fu fronteggiata da Taddeo facendo giurare, nel marzo del 1338, ai professori dello studio di non allontanarsi da Bologna, e di non insegnare altrove senza il suo consenso, sotto pena di 3000 lire di ammenda, garantite dalle fideiussioni dei cittadini più importanti.
Molti professori, però, per evitare l'interdetto, pur rimanendo a Bologna, evitavano di fare lezione. Lo studio fu momentaneamente trasferito a Castel San Pietro, ma solo con la fine dell'interdetto la vita universitaria tornò alla normalità.

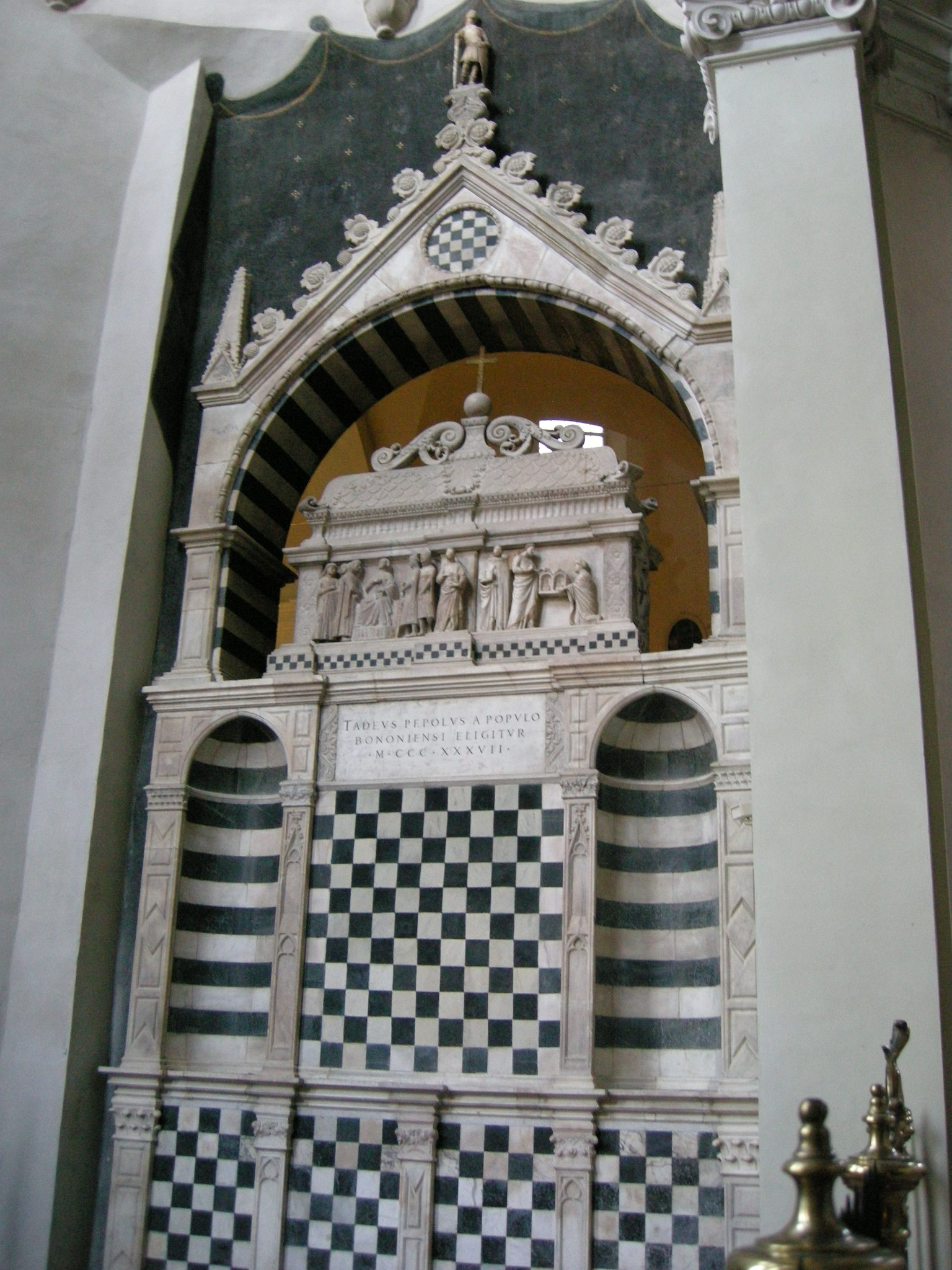
Monumento a Taddeo Pepoli, Basilica di San Domenico, Bologna.

Intanto Taddeo si preoccupava di fare aumentare sempre più l'influenza dei figli Giovanni e Giacomo. Vennero affidati loro importanti incarichi militari. Giovanni ottenne il comando delle truppe pepolesche.
La breve durata della signoria dei Pepoli non impedì la nascita a Bologna della loro corte; Vitale da Bologna, uno dei più grandi pittori del trecento italiano, fu anche al loro servizio. I Pepoli avevano fortemente subito il fascino del mondo aristocratico. Quando nel 1345 fece tappa a Bologna Umberto II delfino di Vienne, diretto a Smirne, Giacomo e Giovanni per soddisfare la loro ambizione si fecero investire cavalieri.
Taddeo non partecipò alla cerimonia.
Nel dicembre del 1347, dopo la morte di Taddeo, Giacomo e Giovanni, come nuovi signori della città, accolsero con grande sfarzo Ludovico, re di Ungheria.
In campo religioso, i Pepoli orientarono la propria devozione verso i domenicani. Si racconta che il beato Nicolò (della famiglia Pepoli) sia stato il fondatore dell'originario insediamento minoritico a Bologna, e che questi avrebbe collaborato con Bernardo da Quintavalle, discepolo di Francesco. Probabilmente si tratta di un'abile operazione agiografica di Romeo, ma già dal XIII secolo, viene scelto San Domenico per le sepolture della famiglia.
Questo cambio di orientamento devozionale potrebbe essere stato causato dal fatto che i domenicani erano i custodi dell'ortodossia, mentre i francescani erano entrati in conflitto col pontefice.
Sul piano architettonico, Taddeo non volle castelli o edifici appariscenti, che avrebbero contrastato con l'origine popolare della sua famiglia, impressionando negativamente la popolazione, ma optò per un palazzo che, pur essendo imponente, si integrasse nel tessuto urbano. Il palazzo venne eretto nel 1344 sulla base delle case già acquistate dai Pepoli.
Per avere il sostegno degli altri signori, Taddeo elargiva donativi, tratti spesso dai beni del comune, per lo più sotto forma di cariche pubbliche o di condoni di pene.

### La fine della signoria
Il 30 settembre 1347 Giacomo e Giovanni vennero proclamati signori dal consiglio del popolo. Clemente VI aveva riconosciuto il loro diritto a succedere al padre, ma soltanto per un anno. Il loro governo durò di fatto tre anni, durante i quali la città fu funestata dalla peste nera. La pace stipulata con Milano e il deteriorarsi dei rapporti con Firenze avvicinava sempre più i Visconti al loro desiderio di possesso di Bologna.
Nel 1347 scoppiarono nuovi disordini in Romagna. Il fatto che da Avignone si prospettasse un ritorno al dominio diretto della chiesa non solo sulla Romagna, ma anche su Bologna, fece nascere una forte diffidenza nei bolognesi che si rifiutarono di aiutare il rettore del papa. Il rettore fece prigioniero con l'inganno Giovanni, che fu costretto a chiedere aiuto ai Visconti. Fu liberato dietro corresponsione di una forte somma, lasciando un figlio ed un nipote in ostaggio, dietro promessa di una somma ancora più ingente. Giovanni tornò a Bologna, ma la situazione economica era disastrosa ed in quel frangente prese corpo l'idea di vendere la città ai Visconti.
Firenze cercò di evitare la caduta di Bologna in mano dei Visconti, cercando di mediare tra il rettore, Astorgio, ed i Pepoli. Ma fu proprio la chiesa a respingere la proposta. Così, il 16 ottobre 1350 a Milano venne perfezionata la vendita della città.
Il 23 ottobre Galeazzo II Visconti entrava a Bologna con un forte esercito tra l'incredulità della popolazione.

### Nel Risorgimento
La famiglia fu attiva durante il Risorgimento. Il poeta Carlo Pepoli fu mazziniano, deputato del Regno di Sardegna e senatore del Regno d'Italia. Il cugino, conte Achille Pepoli, fu marito del famoso contralto Marietta Alboni.
Il marchese Guido Taddeo Pepoli sposò Letizia Murat, nipote di Napoleone. Il figlio Gioacchino Napoleone Pepoli, marito della Principessa Federica di Hoenzollern, cugina del Re di Prussia, fu in esilio dopo i moti del 1848. Dopo l'unità d'Italia fu sindaco di Bologna, ministro dell'agricoltura, industria e commercio e senatore. Morto senza eredi diretti Gioacchino Napoleone, rimase in vita il solo ramo comitale, che, nel 1948, si trasferì da Bologna a Roma, dove ancora vive l'attuale capo della casata, il conte Antonio Pepoli.

## I Pepoli di Sicilia

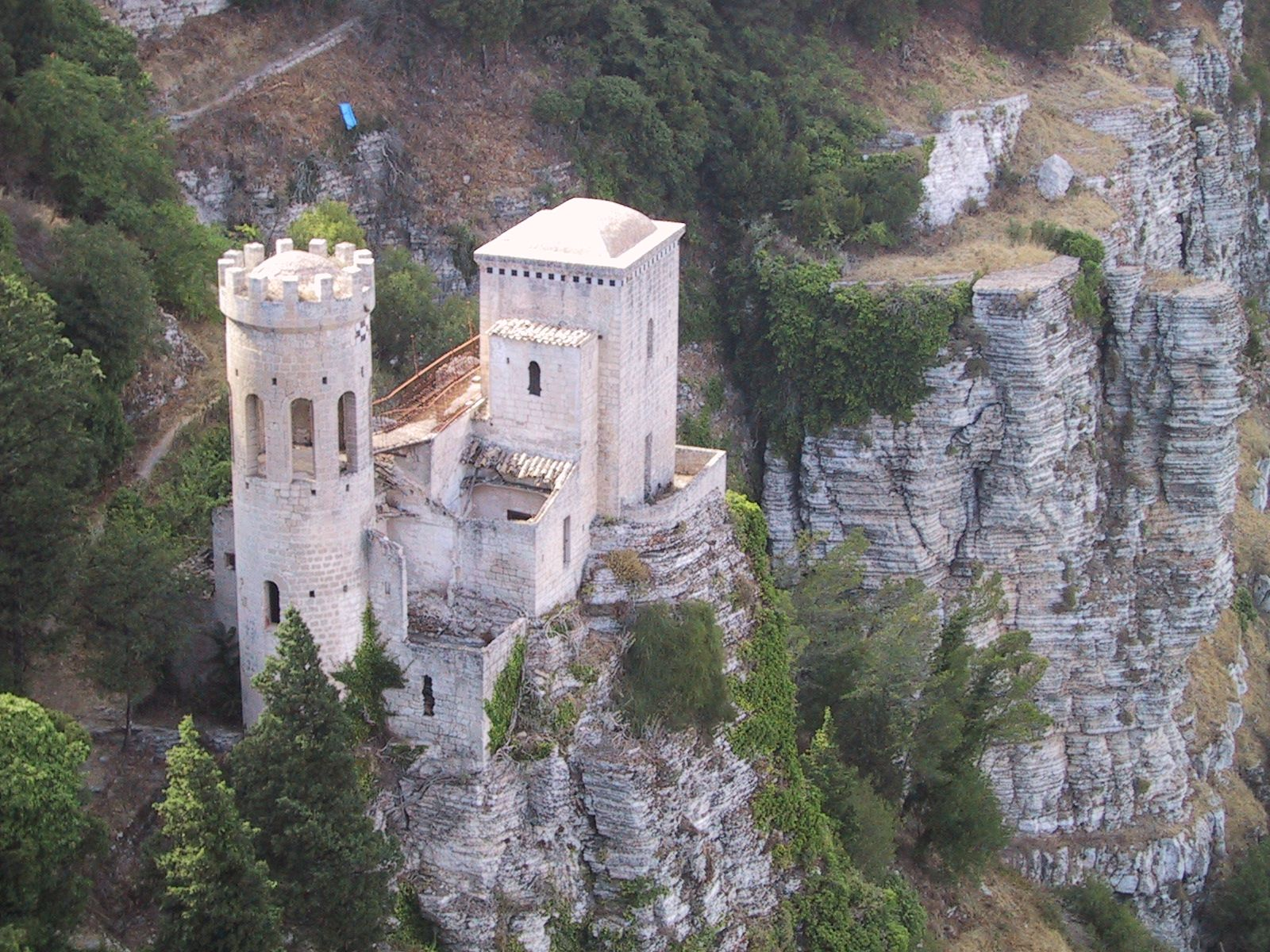
La Torretta Pepoli a Erice

Il ramo trapanese dei Pepoli vantava una discendenza da quello felsineo tramite Sigerio Pepoli, figlio di Gerra Pepoli e di Pandolfina Pancaldi, che fu inviato in Sicilia come cavaliere imperiale di Federico II. La famiglia siciliana "Sieri" o Sigerio, giunse in Sicilia nel XIV secolo.
Verso la fine del secolo XVI, aggiunse il cognome Pepoli divenendo Sieripepoli, e poi Sieri Pepoli, baroni di Rabici.
Un Francesco, barone di Fiumegrande, fu senatore della città di Trapani negli anni 1572-1585; un Romeo tenne la stessa carica subito dopo e fu capitano di giustizia negli anni 1602-1603. Un Giuseppe e un Pietro furono cavalieri dell'ordine di Malta all'inizio del XVIII secolo. Nell'Ottocento aggiunsero il titolo di baroni della Salina di San Teodoro.
Nel 1786, estinta la linea del ramo dei Pepoli, baroni di Canedici, Fiume Grande, Riccardo Sieri Pepoli aveva ereditato titoli e beni riunendoli al ramo principale dei Pepoli, baroni di San Teodoro, insieme alle altre proprietà dei feudi di Adrigna e Adrignotta. Riccardo nel 1827 fu sindaco di Trapani. La famiglia promosse l'Ospizio Sieri Pepoli, e a Erice costruì la Torretta Pepoli.
Il conte Agostino Sieri Pepoli (1848-1910), figlio di Riccardo, acquisì nel 1887 il palazzo Pepoli a Bologna, restaurò il Castello del Balio a Erice e fondò nel 1906, anche con le collezioni dello zio Michele, il Museo Regionale Pepoli a Trapani.